# Югозападен тихоокеански театър
Югозападният тихоокеански театър е един от двата военни театри в тихоокеанския регион по време на Втората световна война между 1942 и 1945.
Югозападният тихоокеански театър обхваща Филипините, Холандска източна Индия (с изключение на Суматра), Борнео, Австралия, австралийската територия на о-в Нова Гвинея (включително архипелага Бисмарк), западната част на Соломоновите острови и съседни територии. Военният театър получава своето име от съюзническото главнокомандване, което е известно като „Югозападната тихоокеанска зона“.
Основните сражения се водят от Япония, която воюва срещу американските и австралийските сили. Холандски, филипински, британски и други съюзнически сили също взимат участие в конфликта.
По-голямата част от японските сили са от Южна експедионна армейска група, която е сформирана на 6 ноември 1941, под командването на генерал Хисайчи Тераучи (също познат като Граф Тераучи), на когото е наредено да атакува съюзническите територии в Югоизточна Азия и южния Пасифик.
На 30 март 1942 е сформирано Съюзническото командване в югозападен Пасифик (SWPA) и за негов върховен главнокомандващ е назначен Дъглас Макартър.

## По-големи битки и кампании
- Филипинска кампания (1941-42)
  - Битка при Батаан
- Операция в Нидерландска Индия, 1941 – 1942
- Новогвинейска кампания, 1942 – 45
  - Битка за Коралово море
  - Кокодска операция
- Кампания при Соломоновите острови, 1942 – 45
  - Гуадалканалска операция, 1942 – 43
  - Операция „Картуийл“, 1943 – 44
- Тиморска операция
- Филипинска кампания (1944-45)
  - Битка в залива Лейте
- Борнейска кампания (1945)